# Дейр-эль-Балах (провинция)
Дейр-эль-Балах (араб. الوسطى‎) — одна из 16 провинций  т.н. Палестинской Автономии. Расположена в центральной части сектора Газа. Административный центр — город Дейр-эль-Балах.
Территория 56 км². Согласно переписи 2017 года, население провинции составляет 273 200 человек.